# Puchar FVK mężczyzn (2023)
Puchar FVK mężczyzn 2023 – rozgrywki o Puchar Związku Piłki Siatkowej Kosowa (Federata e Volejbollit e Kosovës, FVK) zorganizowane w dniach 2-3 grudnia 2023 roku. Mecze odbywały się w hali sportowej "1 Tetori" w Prisztinie.
W rozgrywkach uczestniczyły cztery najlepsze zespoły rundy jesiennej Superligi A w sezonie 2023/2024, tj. KV Peja, KV Ferizaj, KV Drita oraz KV Skënderbeu. Turniej składał się z półfinałów i finału.
Puchar FVK zdobył KV Peja, który w finale pokonał KV Drita. MVP turnieju wybrany został Gazmend Husaj.

## System rozgrywek
W Pucharze FVK 2023 uczestniczyły cztery najlepsze drużyny rundy jesiennej Superligi A. Rozgrywki składały się z półfinałów i finału. W półfinałach zespoły utworzyły pary na podstawie miejsc zajętych w rundzie jesiennej Superligi A według klucza:
- para 1: 1 – 4;
- para 2: 2 – 3.

Zwycięzcy półfinałów rozegrali mecz finałowy o puchar federacji. Nie był grany mecz o 3. miejsce.

### Tabela Superligi A po rundzie jesiennej
| Lp.                            | Drużyna                  | Pkt | Mecze | Mecze | Mecze | Rodzaj wyniku | Rodzaj wyniku | Rodzaj wyniku | Rodzaj wyniku | Rodzaj wyniku | Rodzaj wyniku | Sety | Sety | Sety  | Małe punkty | Małe punkty | Małe punkty |
| Lp.                            | Drużyna                  | Pkt | M     | W     | P     | 3:0           | 3:1           | 3:2           | 2:3           | 1:3           | 0:3           | wyg. | prz. | stos. | zdob.       | str.        | stos.       |
| ------------------------------ | ------------------------ | --- | ----- | ----- | ----- | ------------- | ------------- | ------------- | ------------- | ------------- | ------------- | ---- | ---- | ----- | ----------- | ----------- | ----------- |
| 1                              | KV Peja                  | 26  | 10    | 9     | 1     | 7             | 1             | 1             | 0             | 0             | 1             | 27   | 6    | 4.5   | 807         | 691         | 1.17        |
| 2                              | KV Ferizaj               | 22  | 10    | 7     | 3     | 6             | 1             | 0             | 1             | 1             | 1             | 24   | 10   | 2.4   | 798         | 736         | 1.08        |
| 3                              | KV Drita                 | 19  | 10    | 6     | 4     | 3             | 3             | 0             | 1             | 0             | 3             | 20   | 15   | 1.33  | 808         | 779         | 1.04        |
| 4                              | KV Skënderbeu            | 17  | 10    | 6     | 4     | 3             | 1             | 2             | 1             | 2             | 1             | 22   | 17   | 1.29  | 900         | 824         | 1.09        |
| 5                              | KV Golden Eagle Theranda | 6   | 10    | 2     | 8     | 2             | 0             | 0             | 0             | 0             | 8             | 6    | 24   | 0.25  | 601         | 730         | 0.82        |
| 6                              | KV Ulpiana               | 0   | 10    | 0     | 10    | 0             | 0             | 0             | 0             | 3             | 7             | 3    | 30   | 0.1   | 660         | 814         | 0.81        |
| Legenda: udział w Pucharze FVK |                          |     |       |       |       |               |               |               |               |               |               |      |      |       |             |             |             |

Źródło: 
Punktacja: 3:0 i 3:1 – 3 pkt; 3:2 – 2 pkt; 2:3 – 1 pkt; 1:3 i 0:3 – 0 pkt
Zasady ustalania kolejności: 1. liczba punktów; 2. liczba zwycięstw; 3. stosunek setów; 4. stosunek małych punktów; 5. bilans w bezpośrednich meczach

## Drabinka
|  |           |               |           |          |   |       |         |       |
|  | Półfinały | Półfinały     | Półfinały |          |   | Finał | Finał   | Finał |
|  | Półfinały | Półfinały     | Półfinały |          |   | Finał | Finał   | Finał |
|  |           |               |           |          |   |       |         |       |
|  |           |               |           |          |   |       |         |       |
|  | 1         | KV Peja       | 3         |          |   |       |         |       |
|  | 1         | KV Peja       | 3         |          |   |       |         |       |
|  | 4         | KV Skënderbeu | 2         |          |   |       |         |       |
|  | 4         | KV Skënderbeu | 2         |          |   | 1     | KV Peja | 3     |
|  |           |               |           |          |   | 1     | KV Peja | 3     |
|  |           |               | 3         | KV Drita | 2 |       |         |       |
|  | 2         | KV Ferizaj    | 3         | KV Drita | 2 | 1     |         |       |
|  | 2         | KV Ferizaj    |           |          |   |       |         |       |
|  | 3         | KV Drita      | 3         |          |   |       |         |       |
|  | 3         | KV Drita      | 3         |          |   |       |         |       |
|  |           |               |           |          |   |       |         |       |

## Rozgrywki

### Półfinały
| 2.12.2023 17:30 (UTC+1) | KV Ferizaj | 1:3 (41:39, 18:25, 20:25, 15:25) raport | KV Drita | Salla 1 Tetori, Prisztina Widzów: 120 Sędziowie: Liridon Pllana i Burim Zymeri |

| 2.12.2023 20:00 (UTC+1) | KV Peja | 3:2 (25:15, 25:23, 24:26, 21:25, 15:11) raport | KV Skënderbeu | Salla 1 Tetori, Prisztina Widzów: 120 Sędziowie: Istref Elezaj i Mergim Franca |

### Finał
| 3.12.2023 19:00 (UTC+1) | KV Peja | 3:2 (25:19, 33:31, 23:25, 24:26, 15:13) raport | KV Drita | Salla 1 Tetori, Prisztina Widzów: 1000 Sędziowie: Elmi Zymeri i Burim Zymeri |